# Пизенеры (Яндобинское сельское поселение)
Пизене́ры (чув. Пиҫенер) — деревня в Аликовском муниципальном округе Чувашской Республики. Входила в состав Яндобинского сельского поселения до его упразднения в 2022 году.

## Общие сведения о деревне
Улицы: Советская, Овражная, Луговая. В настоящее время деревня в основном газифицирована. Рядом с деревней протекает речка Сорма.

### География
Пизенеры расположены восточнее административного центра Аликовского района на 12 км.

### Климат
Климат умеренно континентальный с продолжительной холодной зимой и тёплым летом. Средняя температура января −12,9 °C, июля 18,3 °C, абсолютный минимум достигал −44 °C, абсолютный максимум 37 °C. За год в среднем выпадает до 552 мм осадков.

### Демография
Население чувашское — 134 человек (2006 г.), из них большинство женщины.

## История
До 1917 года деревня находилась в составе Ассакассинской волости Ядринского уезда. До 1927 года входит в состав Аликовской волости Ядринского уезда. 1 ноября 1927 года вошла в Аликовский район, а 20 декабря 1962 года включена в Вурнарский район. С 14 марта 1965 года — снова в Аликовском районе.

## Связь и средства массовой информации
- Связь: ОАО «Волгателеком», Би Лайн, МТС, Мегафон. Развит интернет ADSL технологии.
- Газеты и журналы: Аликовская районная газета «Пурнăç çулĕпе»-«По жизненному пути» Языки публикаций: Чувашский, Русский.
- Телевидение: Население использует эфирное и спутниковое телевидение. Эфирное телевидение позволяет принимать национальный канал на чувашском и русском языках.